# یار-بازار
یار-بازار (به لاتین: Yar-Bazar) یک منطقهٔ مسکونی در روسیه است که در استان آستراخان واقع شده‌است.